# Nuncia inopinata
Nuncia inopinata is een hooiwagen uit de familie Triaenonychidae.